# بيريف ام دي ار -5
بيريف إم دي آر -5 (بالإنجليزية: Beriev MDR-5)‏ هي قاذفة قنابل بمحركين من صناعة بيريف. كان أول طيران لها في 1938.